# 创伤杆菌属
创伤杆菌属（学名：Helcobacillus）为表皮菌科的一个属。

## 下属物种
本属包括以下物种：
- Helcobacillus massiliensis Renvoise et al., 2009